# Mistrzostwa Polski w Saneczkarstwie 2017
Mistrzostwa Polski w Saneczkarstwie 2017 odbyły się na torze lodowym w Siguldzie na Łotwie w dniach 25–26 marca 2017 roku. Zawodnicy rywalizowali w czterech konkurencjach: jedynkach kobiet i mężczyzn, w dwójkach mężczyzn oraz w zawodach drużynowych.
W jedynkach kobiet tytuł obroniła Ewa Kuls. Wśród mężczyzn najlepszy okazał się Wojciech Chmielewski. W rywalizacji dwójek najlepsi byli Wojciech Chmielewski i Jakub Kowalewski. Natomiast drużynowo tytuł Mistrza Polski wywalczyli MKS Karkonosze i KS Śnieżka Karpacz.

## Wyniki

### Jedynki kobiet
| Miejsce | Zawodnik             | Klub                        | 1. zjazd | 2. zjazd | Czas     | Strata |
| ------- | -------------------- | --------------------------- | -------- | -------- | -------- | ------ |
| 1.      | Ewa Kuls             | UKS Nowiny Wielkie          |          |          | 1:21,819 | –      |
| 2.      | Klaudia Domaradzka   | MKS Karkonosze Jelenia Góra |          |          | 1:23,104 |        |
| 3.      | Natalia Jamróz       | KS Tajfun Nowy Sącz         |          |          | 1:24,346 |        |
| 4.      | Paula Kruk           | AZS AWF Katowice            |          |          | 1:25,746 |        |
| 5.      | Natalia Wojnarowska  | KS Tajfun Nowy Sącz         |          |          | 1:42,129 |        |
| 6.      | Emilia Grudzień      | UKS Nowiny Wielkie          |          |          | 1:46,670 |        |
| 7.      | Klaudia Ziarno       | KS Tajfun Nowy Sącz         |          |          | 1:48,518 |        |
| 8.      | Natalia Wojtuściszyn | UKS Nowiny Wielkie          |          | DNS      |          |        |

### Jedynki mężczyzn
| Miejsce | Zawodnik             | Klub                        | 1. zjazd | 2. zjazd | Czas     | Strata |
| ------- | -------------------- | --------------------------- | -------- | -------- | -------- | ------ |
| 1.      | Wojciech Chmielewski | MKS Karkonosze Jelenia Góra |          |          | 1:25,556 | –      |
| 2.      | Mateusz Sochowicz    | AZS AWF Katowice            |          |          | 1:26,011 |        |
| 3.      | Kacper Tarnawski     | MKS Karkonosze Jelenia Góra |          |          | 1:26,094 |        |
| 4.      | Adam Wanielista      | KS Śnieżka Karpacz          |          |          | 1:28,668 |        |
| 5.      | Damian Chamielec     | AZS AWF Katowice            |          |          | 1:29,653 |        |
| 6.      | Jakub Kowalewski     | KS Śnieżka Karpacz          |          |          | 1:30,031 |        |
| 7.      | Kacper Pęczak        | UKS Nowiny Wielkie          |          |          | 1:33,515 |        |
| 8.      | Kacper Skorupka      | KS Tajfun Nowy Sącz         |          |          | 1:40,546 |        |
| 9.      | Mateusz Żakowicz     | AZS AWF Katowice            | DNF      | DNS      |          |        |

### Dwójki mężczyzn
| Miejsce | Zawodnik                                | Klub                                           | 1. zjazd | 2. zjazd | Czas     | Strata |
| ------- | --------------------------------------- | ---------------------------------------------- | -------- | -------- | -------- | ------ |
| 1.      | Wojciech Chmielewski / Jakub Kowalewski | MKS Karkonosze Jelenia Góra/KS Śnieżka Karpacz |          |          | 1:10,337 | –      |
| 2.      | Artur Petyniak / Adam Wanielista        | KS Śnieżka Karpacz                             |          |          | 1:10,736 |        |
| 3.      | Kacper Tarnawski / Klaudia Domaradzka   | MKS Karkonosze Jelenia Góra                    |          |          | 1:11,631 |        |
| 4.      | Mateusz Sochowicz / Tomasz Sieniuta     | AZS AWF Katowice/KS Śnieżka Karpacz            |          |          | 1:17,776 |        |
| 5.      | Kamil Wojczuk / Kacper Pęczak           | UKS Nowiny Wielkie                             |          |          | 1:28,337 |        |

### Drużynowo
| Lokata | Klub                                             | Zawodnik                                | 1. zjazd | Łączny czas | Strata |
| ------ | ------------------------------------------------ | --------------------------------------- | -------- | ----------- | ------ |
| 1.     | MKS Karkonosze Jelenia Góra / KS Śnieżka Karpacz | Wojciech Chmielewski                    |          | 1:59,440    | –      |
| 1.     | MKS Karkonosze Jelenia Góra / KS Śnieżka Karpacz | Klaudia Domaradzka                      |          | 1:59,440    | –      |
| 1.     | MKS Karkonosze Jelenia Góra / KS Śnieżka Karpacz | Wojciech Chmielewski / Jakub Kowalewski |          | 1:59,440    | –      |
| 2.     | AZS AWF Katowice / KS Śnieżka Karpacz            | Mateusz Sochowicz                       |          | 2:06,739    | ?      |
| 2.     | AZS AWF Katowice / KS Śnieżka Karpacz            | Paula Kruk                              |          | 2:06,739    | ?      |
| 2.     | AZS AWF Katowice / KS Śnieżka Karpacz            | Mateusz Sochowicz / Tomasz Sieniuta     |          | 2:06,739    | ?      |
| 3.     | UKS Nowiny Wielkie                               | Kacper Pęczak                           |          | 2:11,220    | ?      |
| 3.     | UKS Nowiny Wielkie                               | Ewa Kuls                                |          | 2:11,220    | ?      |
| 3.     | UKS Nowiny Wielkie                               | Kamil Wojczuk / Kacper Pęczak           |          | 2:11,220    | ?      |
| 4.     | KS Śnieżka Karpacz / UKS Nowiny Wielkie          | Adam Wanielista                         |          | 2:55,944    | ?      |
| 4.     | KS Śnieżka Karpacz / UKS Nowiny Wielkie          | Natalia Wojtuściszyn                    |          | 2:55,944    | ?      |
| 4.     | KS Śnieżka Karpacz / UKS Nowiny Wielkie          | Artur Petyniak / Adam Wanielista        |          | 2:55,944    | ?      |